# Dendrobium lamrianum
Dendrobium lamrianum är en orkidéart som beskrevs av Chu Lun Chan. Dendrobium lamrianum ingår i släktet Dendrobium, och familjen orkidéer. Inga underarter finns listade i Catalogue of Life.